# Telêmaco de Roma
São Telêmaco (português brasileiro) ou São Telémaco (português europeu) (? – Roma, 391) foi um monge que, de acordo com o historiador da Igreja Teodoreto, tentou parar uma luta de gladiadores em um anfiteatro romano, e foi apedrejado até a morte pela multidão. O cristão imperador Honório, no entanto, ficou impressionado com o martírio do monge o que estimulou-o a emitir uma proibição histórica de lutas de gladiadores. A última luta de gladiadores conhecida em Roma foi em 1 de Janeiro de 404 d.C., pelo que esta é geralmente dada como a data do martírio de Telêmaco.